# Перманентна революція (книга)
«Пермане́нтна револю́ція» (рос. Перманентная революция) ― книга російського революціонера Лева Троцького, опублікована 1930 року. Книга відбиває погляди автора на революційний процес у світі та містить полеміку з офіційною радянською доктриною «соціалізму в окремо взятій країні»: їй Троцький протиставляє, власне, теорію перманентної революції.
У «Перманентній революції» Троцький формулює концепцію безперервного переходу від буржуазно-демократичної революції до соціалістичної та наполягає на міжнародному характері революційних перетворень. Праця стала одним із головних ідейних документів троцькізму, справила значний вплив на майбутнє формування Четвертого інтернаціоналу та подальший розвиток марксистської думки у ХХ столітті.

Книга складається з прологу, вісьмох розділів, епілогу та додатку «Що ж таке перманентна революція? (основні положення)».

## Історія написання
Книгу «Перманентна революція» Лев Троцький написав 1929 року, перебуваючи у вимушеній еміграції в Стамбулі після свого вигнання з СРСР. Працю опублікували російською мовою 1930 року в Берліні прихильники Троцького; згодом, 1931 року, вийшли її перші англомовні видання у Великій Британії та США. Книга створювалася на тлі внутрішньопартійної боротьби в радянському керівництві після смерті Володимира Леніна. Починаючи з середини 1920-х років, у ВКП(б) розгорнулася дискусія між Лівою опозицією, що наполягала на продовженні світової революції, та групою Сталіна–Бухаріна, яка висунула курс на «соціалізм в одній країні». Ця ідейна суперечка загострилася після провалу революції в Китаї 1925–1927 років і поразки Лівої опозиції в СРСР. Троцького усунули від влади, виключили з партії (1927) і зрештою вислали за кордон на початку 1929 року. Опинившись в ізоляції від радянського політичного життя, він узявся за публіцистику, щоб відповісти на критику і систематизувати власні погляди.
Безпосереднім поштовхом до написання «Перманентної революції» стала полеміка довкола цієї теорії. 1928 року один з колишніх учасників Лівої опозиції, публіцист Карл Радек, що перейшов на бік сталінського керівництва, виступив із різкою критикою концепції «перманентної революції». У відповідь Троцький вирішив детально викласти і захистити свої ідеї в окремій книзі, що слугувала б теоретико-історичним спростуванням «соціалізму в окремо взятій країні».

## Основні ідеї

### Теорія перманентної революції
Центральна ідея книги полягає в тому, що в країнах із пізнім та нерівномірним розвитком капіталізму буржуазія неспроможна до кінця виконати навіть власні (буржуазно-демократичні) революційні завдання. Відтак вирішення історичних завдань, як-от аграрна реформа, ліквідація залишків феодалізму, встановлення демократії чи національне визволення, неминуче лягає на плечі пролетаріату, який очолює народні маси. Троцький стверджує, що робітничий клас, спираючись на селянство, може прийти до влади ще до повного розквіту капіталізму (що й сталося у Росії 1917 року). Однак, здобувши політичну владу, пролетаріат не зупиниться на досягнутому: логіка класових інтересів та потреб більшості населення змусить його одразу переходити до соціалістичних перетворень (націоналізації промисловості, робітничого контролю, колективізації тощо). Таким чином, демократична революція переростає в соціалістичну через безперервний процес, не розділений штучно на «етапи», відокремлені тривалим мирним розвитком. Власне цей неперервний розвиток і називається перманентною (тобто постійною, безупинною) революцією. Сам термін «перманентна революція» був запозичений Троцьким зі «Звернення Генеральної Ради до Ліги комуністів» (1850) Карла Маркса та Фрідріха Енґельса.

### Інтернаціоналістичний компонент перманентної революції
За Троцьким, важливим елементом перманентної революції є міжнародний характер соціалістичних перетворень. Троцький, як і Фрідріх Енґельс, виходив із того, що перемога соціалізму не може бути стійкою в окремо взятій країні, особливо економічно відсталій. Після Жовтневого перевороту він відкрито заявляв, що доля радянської Росії залежить від пролетарських революцій на Заході. У книзі «Перманентна революція» ця думка є наскрізною: національна революція повинна безперервно продовжуватися на міжнародній арені. Завдання пролетарської влади — всіляко сприяти розгортанню революцій в інших країнах, інакше, залишившись в капіталістичному оточенні, робітнича держава неминуче зіткнеться з воєнними інтервенціями та внутрішніми реставраційними силами. Троцький підкреслює, що побудова соціалізму є глобальним процесом: вона може початися в відсталій країні, але потребує допомоги ззовні, аж до перемоги світового пролетаріату. Саме тому революція повинна експортуватися за межі однієї країни. Концепція соціалізму в одній країні, проголошена Сталіним у 1925 році, з позиції Троцького є відмовою від міжнародної революції та формою національного обмеження, що суперечить духу марксизму. У книзі Троцький різко критикує концепцію соціалізму в одній країні як теоретично неспроможну й практично згубну для СРСР. 

### Критика «поетапної революції»
Концепція Троцького прямо заперечувала поширену серед соціалістів початку XX століття ідею про необхідність послідовного проходження усіх революційних стадій: приміром, спершу країна має здійснити чисто буржуазну революцію і пройти період капіталістичного розвитку, і лише згодом дозріють умови для пролетарської, соціалістичної революції. Троцький вважає такий поділ штучним і згубним для революційної справи, особливо в колоніальних і відсталих державах. Буржуазія в цих країнах затісно пов'язана зі старими поміщицькими класами та іноземним капіталом, через що боїться справжніх змін. Тому, за Троцьким, тільки самостійний виступ робітничого класу у союзі з селянством здатен довести демократичну революцію до кінця, а взявши владу — негайно здійснювати соціалістичні кроки. 

### Роль селянства
Троцький визнає селянство ключовою соціальною опорою революції у відсталій аграрній країні, але наголошує, що політично керівну роль має відіграти пролетаріат. На його думку, дрібновласницький характер селянства робить цю верству внутрішньо неоднорідною і не дозволяє їй створити свою незалежну революційну партію, здатну утримувати владу. Історично селяни схиляються або на бік буржуазії, або на бік робітників, отже, завдання пролетаріату — завоювати довіру селянських мас і повести їх за собою, здійснивши тим самим «диктатуру пролетаріату, спираючись на союз із селянством». У книзі спеціально аналізується гасло «диктатури робітників і селян», яке пропагував Комінтерн для країн Сходу. Троцький називає механічне нав'язування цього гасла відсталим колоніям реакційним, адже якщо його протиставляти диктатурі пролетаріату, то на практиці воно веде до розчинення робітничого руху в дрібнобуржуазній стихії і до панування національної буржуазії. Троцький застерігає, що спроби створити окремий «революційно-демократичний» режим без пролетарського керівництва приречені і обертаються реставрацією старих порядків або диктатурою буржуазних націоналістів.